# 昆顿·福琼
昆顿·福琼（英語：Quinton Fortune，1977年5月21日—）是一位南非足球運動員，曾效力西甲球會馬德里體育會，及後效力過英超球會曼聯及保頓，司職左閘及左翼，亦可串演防守中場，現時效力英冠球會唐卡士打。

## 生平

### 球會
福琼在14歲時就離開了南非到英格蘭，成為熱刺的青訓球員，及後加盟西班牙馬德里體育會，可惜並不重用，翌年借用到馬略卡。1996年雖然返回球會，但上陣機會不多，多次到B隊作賽。
1999年8月1日以150萬鎊加盟曼聯，8月30日對紐卡素時首次為球隊上陣，第一季他在曼聯表現即備受讚賞。以正選上陣6場並射入4球，在世界冠軍球會盃中對南墨爾本（South Melbourne）時更射入兩球，可惜隊中與傑斯同樣踢左中場，及後他難以取得上陣機會，但偶有佳作，曾經對巴拉福特時個人獨取兩球協助大勝6比0。2003年開始改踢左閘，而且有不錯的表現。2006年夏季不獲曼聯續約而轉投保頓。
持續的傷患令他於保頓的上陣機會極少，06/07年球季完結後，球會宣佈不和科東尼續約，科東尼遂以自由身離開球會。在歐洲走了一圈後，他於2009年重返英格蘭，以短約形式加盟英冠球會唐卡士打，但由於傷患及停賽，僅上陣6場及射入1球，於約滿後被放棄。

### 國家隊
1996年9月4日首次為對國家隊上陣迎戰肯亞，其後他成為南非國家隊重要成員，曾出席過2000年奧運、1998年世界杯及2002年世界杯等大賽。

## 榮譽
- 英格蘭超級聯賽冠軍（2003年）
- 英格蘭足總盃冠軍（2004年）

## 外部連結
- 足球数据库：昆顿·福琼的球员统计数据